# Корни Машеромениј
Корни Машеромениј (фр. Corny-Machéroménil) насеље је и општина у североисточној Француској у региону Шампањ-Арден, у департману Ардени која припада префектури Ретел.
По подацима из 2011. године у општини је живело 181 становника, а густина насељености је износила 17,17 становника/km². Општина се простире на површини од 10,54 km². Налази се на средњој надморској висини од 90 метара.

## Демографија
| 1962. | 1968. | 1975. | 1982. | 1990. | 1999. | 2011. |
| ----- | ----- | ----- | ----- | ----- | ----- | ----- |
| 116   | 130   | 122   | 129   | 142   | 124   | 181   |

График промене броја становника у току последњих година